# Fort Hamilton Parkway (Sea Beach Line)
Fort Hamilton Parkway is een station van de metro van New York aan de Sea Beach Line in het stadsdeel Brooklyn. Het station is geopend in 1915. Lijn  maakt gebruik van dit station.
 ·  ·  ·  ·  ·  ·  ·  ·  · 
Van noord naar zuid:
Ditmars Boulevard-Astoria · 
Astoria Boulevard · 
30th Avenue · 
Broadway · 
36th Avenue · 
39th Avenue · 
Queensboro Plaza · 
Lexington Avenue/59th Street · 
5th Avenue · 
57th Street · 
49th Street · 
Times Square-42nd Street · 
34th Street-Herald Square · 
28th Street · 
23rd Street · 
14th Street-Union Square · 
Eighth Street-New York University · 
Prince Street · 
Canal Street · 
City Hall* · 
Cortlandt Street* · 
Rector Street* · 
Whitehall Street-South Ferry* · 
Court Street-Borough Hall* · 
Jay Street-MetroTech* · 
DeKalb Avenue · 
Canal Street · 
Atlantic Avenue - Pacific Street · 
Union Street · 
Ninth Street · 
Prospect Avenue · 
25th Street · 
36th Street · 
45th Street · 
53rd Street · 
59th Street · 
Eighth Avenue · 
Fort Hamilton Parkway · 
New Utrecht Avenue · 
18th Avenue · 
20th Avenue · 
Bay Parkway · 
Kings Highway · 
Avenue U · 
86th Street · 
Coney Island-Stillwell Avenue
* alleen 's nachts als vervanging voor Lijn R